# Condado de Cumberland (Illinois)
El condado de Cumberland (en inglés: Cumberland County), fundado en 1843, es uno de 102 condados del estado estadounidense de Illinois. En el año 2000, el condado tenía una población de 11 253 habitantes y una densidad poblacional de 13 personas por km². La sede del condado es Toledo. Se des conoce si su nombre proviene de la calle Cumberland Road, el Río Cumberland o Cumberland, Maryland.

## Geografía
Según la Oficina del Censo, el condado tiene un área total de 899 km² (347,1 mi²), de la cual 896 km² (345,9 mi²) es tierra y 3 km² (1,158301158301 mi²) (0.28%) es agua.

### Condados adyacentes
- Condado de Coles (norte)
- Condado de Clark (este)
- Condado de Jasper (sur)
- Condado de Effingham (suroeste)
- Condado de Shelby (oeste)

## Demografía
Según la Oficina del Censo en 2000, los ingresos medios por hogar en el condado eran de $36 149, y los ingresos medios por familia eran $42 704. Los hombres tenían unos ingresos medios de $30 627 frente a los $20 007 para las mujeres. La renta per cápita para el condado era de $16 953 Alrededor del 9.50% de la población estaban por debajo del umbral de pobreza.

## Transporte

### Autopistas principales
- Interestatal 57
- Interestatal 70
- US Route 40
- US Route 45
- Ruta de Illinois 49
- Ruta de Illinois 121
- Ruta de Illinois 130

## Municipalidades

### Ciudades
- Neoga
- Casey (gran parte en el condado de Clark)

### Villas
- Greenup
- Jewett
- Montrose (gran parte en el condado de Effingham)
- Toledo

## Municipios
El condado de Cumberland está dividido en 8 municipios:
| - Municipio de Cottonwood - Municipio de Crooked Creek - Municipio de Greenup - Municipio de Neoga | - Municipio de Spring Point - Municipio de Sumpter - Municipio de Union - Municipio de Woodbury |